# 24 Heures de la vie d'une femme (2002)
24 Heures de la vie d'une femme is een Franse film onder regie van Laurent Bouhnik die werd uitgebracht in 2002. De film is gebaseerd op de novelle Vierentwintig uur uit het leven van een vrouw van Stefan Zweig.

## Verhaal
De gebeurtenissen vinden plaats in een stad aan de Franse Rivièra tijdens drie periodes van het begin tot het einde van de 20e eeuw. Marie Collins Brown, een ontroostbare weduwe van in de dertig, ontmoet Anton, een jonge Pool die verslaafd is aan gokken en zijn land is ontvlucht. Ondersteboven door zijn obsessie voor het gokspel en zijn wanhoop nadat hij alles verloren heeft, probeert ze hem tevergeefs te redden.
Twintig jaar later, tijdens een verblijf in dezelfde stad, vertelt Marie over deze korte maar intense relatie aan Louis, een tiener die opstandig is tegen zijn moeder die met een geliefde is vertrokken.
De derde periode toont Louis wanneer hij een oude man is geworden en slechts denkt aan zijn naderende dood. Op een dag ontmoet hij in een casino Olivia, een jong mooi meisje vol levenslust.

## Rolverdeling
- Agnès Jaoui als Marie Collins Brown
- Michel Serrault als Louis
- Bérénice Bejo als Olivia
- Nikolaj Coster-Waldau als Anton
- Frances Barber als Betty
- Clément Van Den Bergh als jonge Louis
- Serge Riaboukine als Maurice
- Bruno Slagmulder als Hervé